# Абрамиха (платформа)
Абра́миха — остановочный пункт Восточно-Сибирской железной дороги на Транссибирской магистрали (5508 километр).
Расположен в Кабанском районе Республики Бурятия, в 400 метрах к северо-востоку от железнодорожного моста через реку Абрамиху, в 1 км к юго-западу от рекреационной местности «Байкальский прибой — Култушная», находящейся на берегу Посольского сора озера Байкал.

## Пригородные электрички
| № поезда | Маршрут движения   | № поезда | Маршрут движения   |
| -------- | ------------------ | -------- | ------------------ |
| 6631     | Улан-Удэ — Мысовая | 6632     | Мысовая — Улан-Удэ |